# Scholtz Gusztáv
Scholtz Gusztáv (Eperjes, 1842. augusztus 1. – Budapest, 1925. július 12.) a Bányai evangélikus egyházkerület püspöke 1906-tól 1918-ig.

## Élete
Budán volt segédlelkész (1866–1868), majd a gölnicbányai (1868–1873), és a budai gyülekezet lelkipásztora (1873-tól) lett. A bányai evangélikus egyházkerület főjegyzője (1894-től), budapesti esperes (1905-től), majd lemondásáig a bányai evangélikus egyházkerület püspöke (1906. szept.–1918. szept.). A Luther Társaság titkára. Farkas Józseffel együtt 1887-től A Protestáns Népkönyvtár szerkesztője. A budapesti farkasréti temetőben nyugszik.